# Veleta
Veleta är ett berg i Spanien. Det ligger i provinsen Granada och regionen Andalusien, i den södra delen av landet. Toppen på Veleta är 3 394 meter över havet, eller 443 meter över den omgivande terrängen. Bredden vid basen är 8,8 km.
Den högsta punkten i närheten är Mulhacén, 3 482 meter över havet, 4,4 km öster om Veleta. Trakten runt Veleta är ofruktbar med lite eller ingen växtlighet.
Från orten Pradollano går flera skidlift till bergets topp.